# 2009年南非大選
2009年南非大選在2009年4月22日舉行，以便選出南非新一屆國民議會議員以及各省立法機關議員。
國民議會由400名議員組成，採用封閉式名單比例代表制選出。當中200個議席從全國的名單比例代表制中選出；而另外200個議席則從九個省的名單比例代表制中選出。每次大選後，國民議會都會選出南非總統；2009年的總統選舉於5月6日舉行。每個省的總理都是由各省立法機構獲勝的多數黨選出的。
這是自種族隔離時代結束以來舉行的第四次大選。
北豪登省高等法院於2009年2月9日裁定，應允許居住在國外的南非公民參加選舉投票。憲法法院於2009年3月12日確認這一裁決，其當時決定允許已登記的海外選民投票。此外，在選舉日發現自己在登記投票區以外的登記選民可以到南非任何投票站內進行投票。